# Яроцький Олександр Вікторович
Олекса́ндр Ві́кторович Яро́цький (15 жовтня 1984 — 16 листопада 2017) — солдат Збройних сил України, учасник російсько-української війни.

## Життєпис
Народився 1984 року в місті Хабаровськ (РРФСР). Мешкав у місті Старокостянтинів; навчався спочатку в Старокостянтинівській школі № 8, потім — у старших класах школи № 3. 2002-го закінчив Старокостянтинівський професійний ліцей, здобувши спеціальність кухаря. Проходив строкову службу у в/ч А4009. З 2010 року працював слюсарем-ремонтником у Старокостянтинівській філії ПАТ «Хмельницькгаз». Захоплювався авто- та мототехнікою.
Мобілізований під час 2-ї хвилі; солдат 128-ї бригади. Пройшов бої за Луганський аеропорт, Іловайськ, Дебальцеве. Після демобілізації повернувся додому — на попереднє місце роботи. Згодом знову пішов до війська, на службу за контрактом; служив кухарем, потім попросився на передову, сапер.
16 листопада 2017 року загинув під час несення служби біля селища Зоря (Костянтинівський район).
19 листопада 2017-го похований у Старокостянтинові.
Без Олександра лишились мама Валентина Михайлівна, дружина та син шкільного віку.

## Нагороди та вшанування
- указом Президента України № 47/2016 від 16 лютого 2016 року «за особисту мужність і самовіддані дії, виявлені у захисті державного суверенітету та територіальної цілісності України, зразкового виконання військового обов'язку» — нагороджений орденом «За мужність» III ступеня[1]
- 5 грудня 2018 року на приміщенні Старокостянтинівського професійного ліцею відкрито меморіальні дошки колишнім учням ліцею Яроцькому Олександру Вікторовичу і Кравчуку Юрію Павловичу.